# Austrheim
Austrheim és un municipi situat al comtat de Vestland, Noruega. Té 2.858 habitants (2016) i la seva superfície és de 57.55 km². El centre administratiu del municipi és el poble d'Årås.

## Informació general

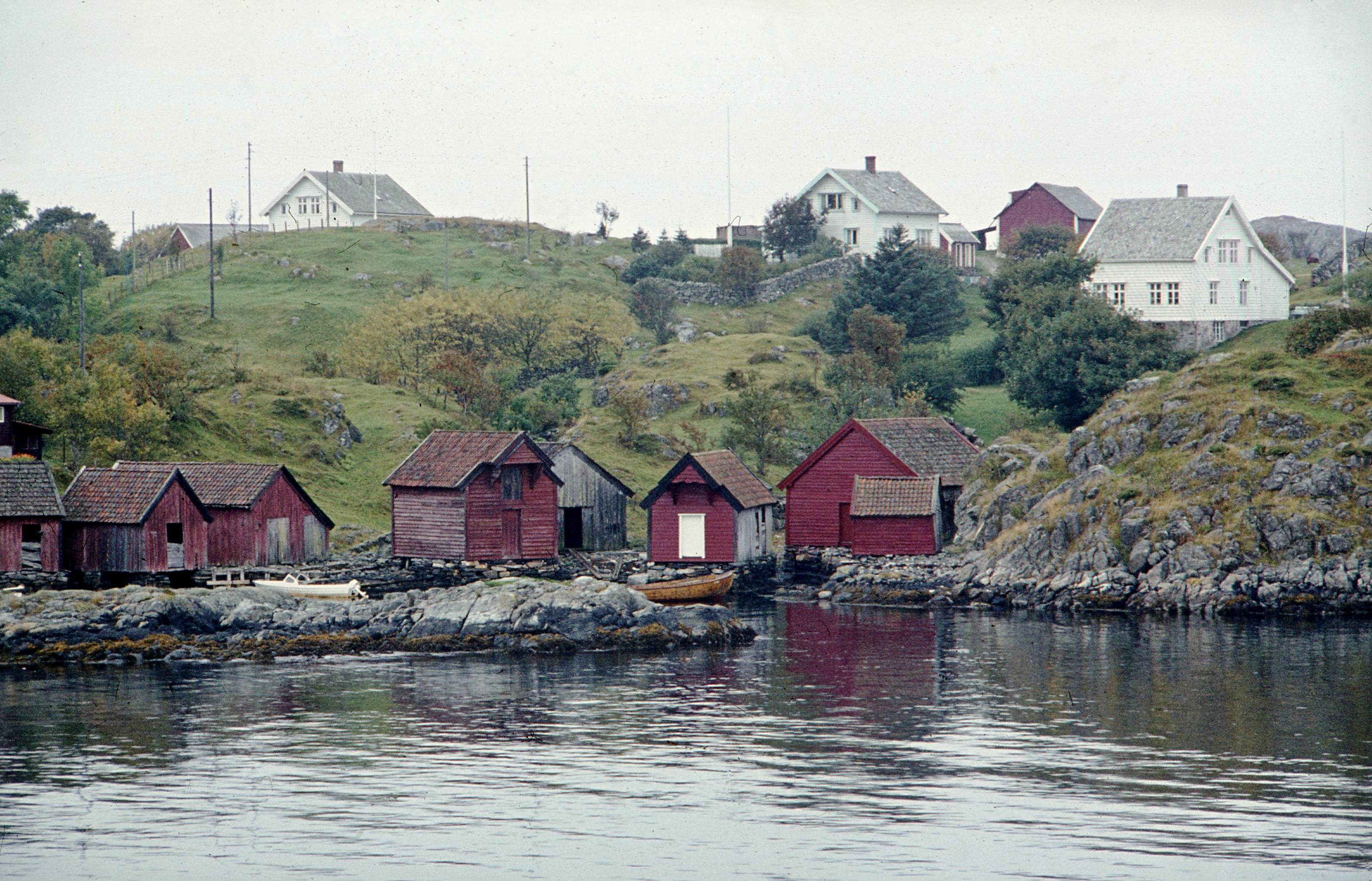
Vista d'una petita vila de pescadors a Austrheim.

### Nom
El municipi duu el nom de la granja d'Austrheim, ja que la primera església va ser construïda allà. El primer element és Austr, que significa «est» i l'últim element és heimr, que significa «granja». Fins al 1889, el nom va ser escrit Østereim.

### Escut d'armes

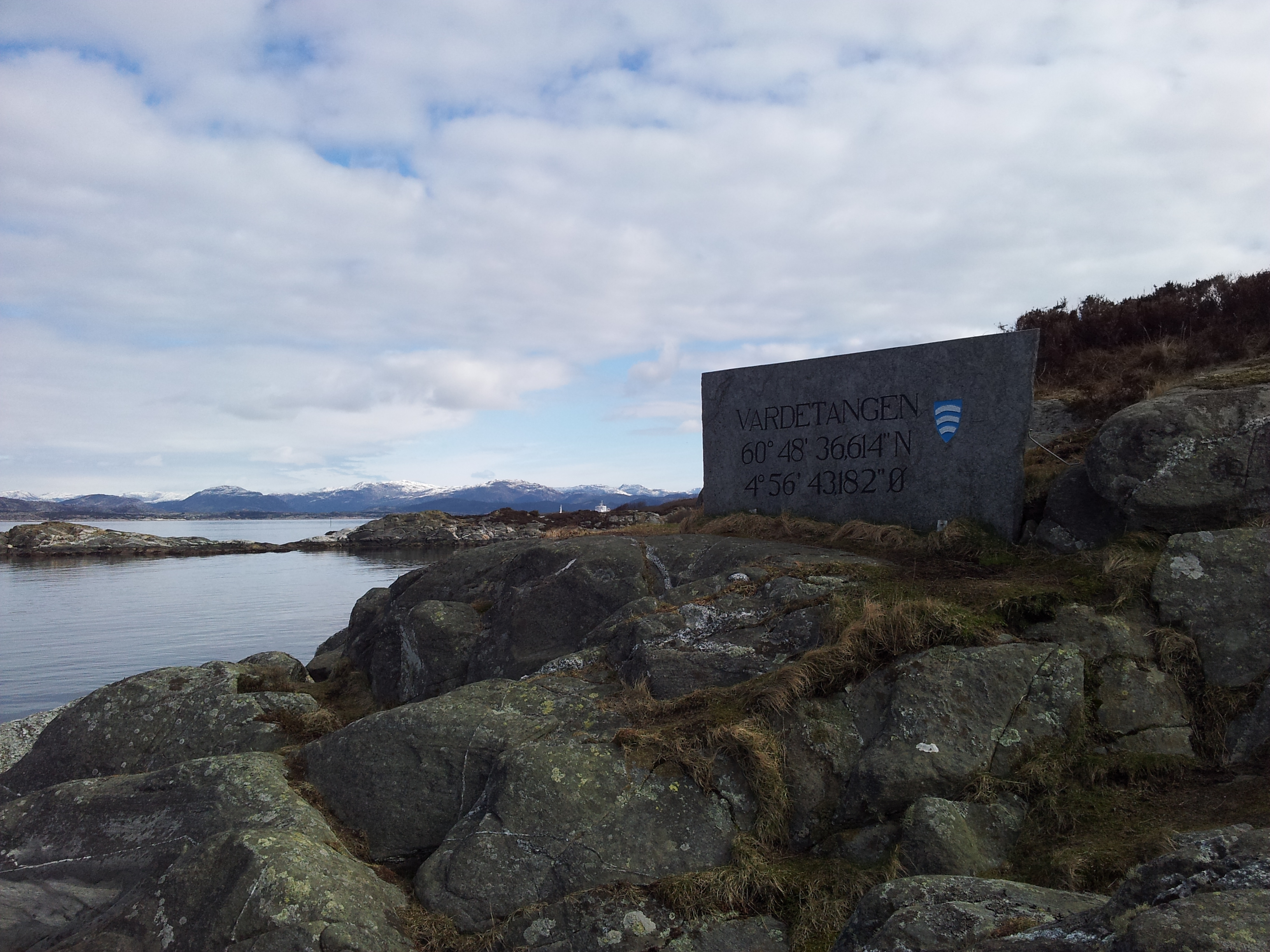
El punt més occidental de la Noruega continental, Vardetangen.

L'escut d'armes és modern; se'ls va concedir el 17 de febrer de 1989. Mostra tres cèrcols de plata (forma d'un arc de Sant Martí) sobre un fons blau. Els tres arcs representen els molts ponts que es troben al municipi-illa.

## Geografia
Austrheim se situa a la regió de Nordhordland del comtat de Hordaland. Està situat al sud del Fensfjorden, a l'est del Fedjefjorden, al nord de l'illa de Radøy, i a l'oest de la península de Lindås. El municipi inclou la punta extrema del nord-oest d'aquesta península, Vardetangen, que és el punt més occidental de la Noruega continental. L'illa més gran (de moment) és l'illa de Fosnøyna, on es troba el centre municipal.
El municipi de Gulen està situat al nord (a través del fiord); el municipi de Fedje es troba a les illes de l'oest; el municipi de Radøy es troba en una illa al sud-oest, i el municipi de Lindås es troba al sud-est.